# August Friedrich von Froriep
Pour les articles homonymes, voir Froriep.
August Friedrich von Froriep est un anatomiste et un médecin allemand, né le 10 septembre 1849 à Weimar et mort le 11 octobre 1917 à Tübingen.

## Biographie
Il est le fils de Robert et de Wilhelmine (née Ammermüller) von Froriep. Il obtient son titre de docteur en médecine à Leipzig en 1874 et se marie avec Caroline Elise Lenoir l’année suivante. Il devient l’assistant de Christian Wilhelm Braune (1831-1892) en 1874. Après avoir enseigné l’anatomie à l’école de médecine de Leipzig, il devient, en 1878, prosecteur à l'université de Tübingen, puis professeur assistant en 1884, puis professeur en 1895. Il s’intéresse en particulier au développement du cerveau.